# Shuangliao
Shuangliao (双辽市S, ShuāngliáoP) è una città-contea della Cina, situato nella provincia di Jilin e amministrato dalla prefettura di Siping.